# Fictionnalisme

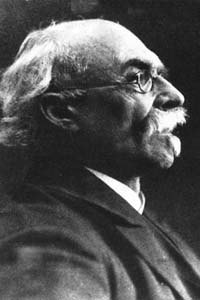
Portrait de Hans Vaihinger

Le fictionnalisme est une conception philosophique selon laquelle les déclarations qui semblent être des descriptions du monde ne devraient pas être interprétées comme telles mais devraient plutôt être comprises comme des cas de « faire croire », de « faire semblant » de traiter quelque chose comme si elle était littéralement vraie (« fiction utile »). 

## Description
On peut distinguer deux volets importants du fictionnalisme :  
1. le fictionnalisme modal développé par Gideon Rosen, qui affirme que les mondes possibles, indépendamment du fait qu'ils existent ou non, peuvent faire partie d'un discours utile ;
2. le fictionnalisme mathématique défendu par Hartry Field, qui déclare que parler de chiffres et autres objets mathématiques n'est rien de plus qu'une commodité pour faire de la science ;

En méta-éthique existe également une position équivalente appelée fictionnalisme moral (défendu par Richard Joyce). De nombreuses versions modernes du fictionnalisme sont influencées par le travail de Kendall Walton (en) en esthétique.
Le fictionnalisme est composé d'au moins l'une des trois thèses suivantes :
1. Les prétentions faites dans la domaine du discours doivent être prises truth-apt, c'est-à-dire vraies ou fausses ;
2. Le domaine du discours doit être interprété littéralement et non réduit pour dire quelque chose d'autre ;
3. Le but du discours dans un domaine donné est autre chose que la vérité (par exemple, la simplicité, la portée explicative, etc.). la fiction utile est l'un des moyens utilisés par l'individu (ou un groupe) pour la « neutralisation de la culpabilité », pouvant aller jusqu'au négationnisme.

Il existe aussi un fictionnalisme dans l'art, représenté par Phillipe Thomas , voir le catalogue d'exposition "Fictionalisme : une pièce à conviction", Paris, galerie Claire Burrus 1985

## Histoire
C'est Hans Vaihinger qui invente le terme de fictionnalisme en 1924, pour décrire sa propre philosophie. Le terme désigne par la suite une branche de la philosophie analytique.

## Source de la traduction
- (en) Cet article est partiellement ou en totalité issu de l’article de Wikipédia en anglais intitulé « Fictionalism » (voir la liste des auteurs).